# روابط الجزایر و ایران
روابط الجزایر و ایران به روابط جمهوری دموکراتیک خلق الجزایر و جمهوری اسلامی ایران اشاره دارد.
الجزایر یکی از معدود کشورهایی است که علی‌رغم اکثریت مسلمان سنی، نسبت به ایران که کشوری شیعه است بسیار دوستانه عمل کرده‌است. اگرچه از روابط صمیمانه ای برخوردار بود، اما روابط بین دو کشور در برخی مواقع متشنج شده‌است، مانند جنگ داخلی الجزایر در دهه ۱۹۹۰، یا با شرایط کنونی جهان عرب نسبت به ایران. با این وجود، الجزایر به دلیل بی‌طرفی و هزینه عربستان سعودی ، روابط نزدیک و دوستانه ای با ایران برقرار می‌کند.
سفارت الجزایر در تهران واقع شده‌است، همچنین ایران در الجزیره سفارت دارد.

## تاریخ

### فتح اسلامی
سلسله رستمیان، سلسله معروف اباضی اسلامی در الجزایر، ریشه پارسی داشت.

### روابط مدرن
پس از استقلال الجزایر، ایران پهلوی به زودی روابط خود را با الجزایر برقرار کرد، اما به دلیل دوری و عدم علاقه، الجزایر و ایران روابط نسبتاً متوسطی داشتند.
هنگامی که انقلاب ایران شاه را سرنگون کرد و جمهوری تئوکراتیک را جایگزین سلطنت کرد، الجزایر از سال ۱۹۸۱ تا جنگ داخلی، به عنوان نماینده منافع ایران در ایالات متحده فعالیت می‌کرد.

### جنگ داخلی الجزایر
در طول جنگ، الجزایر ایران را در کنار عربستان سعودی، مراکش، سودان و لیبی به دخالت در درگیری و حمایت از گروه اسلامی مسلح سخت الجزایر متهم کرد که باعث کشته شدن حدود ۲۰۰۰۰۰ نفر شد. مشخص شد که ایران از سودان به عنوان ترانزیت حمایت از شورشیان و پشتیبانی مخفیانه سودان استفاده کرده‌است.
چادلی بنجدید، رئیس‌جمهور وقت الجزایر، معتقد بود که الجزایر نمی‌تواند به ایران دیگر تبدیل شود، و اسلام گرایان تحت حمایت ایران و عربستان سعودی سرکوب شدند. این روابط پست الجزایر را واداشت تا سرانجام در پاسخ به حمایت ایران از «GIA»، مأموریت نمایندگی منافع ایران در ایالات متحده را واگذار کند. بعداً پاکستان به عنوان نماینده منافع ایران جایگزین الجزایر شد.

## روابط مدرن
از زمان پایان جنگ داخلی، الجزایر و ایران مجدداً به روابط عبدالعزیز بوتفلیکا ، رئیس‌جمهور الجزایر و محمد خاتمی، همتای ایرانی خود، در این رابطه نزدیک شدند، اما بی‌اعتمادی شدیدی در کنار نخبگان الجزایری و اکثریت جمعیت الجزایر نسبت به خواسته‌های سیاسی ایران وجود دارد، میراثی به دلیل درگیری ایران در جنگ داخلی الجزایر پشت سر گذاشت. الجزایر هنوز در مورد خواسته‌های سیاسی ایران در این کشور محدودیت‌هایی دارد.
با این وجود، علی‌رغم نگرانی‌ها و بی‌اعتمادی‌های تاریخی، الجزایر و ایران هنوز هم نظریات مشابهی دارند. الجزایر و ایران هر دو مخالف مسلح شدن گروه‌های مخالف در سوریه در میان جنگ داخلی سوریه یا همان جنگ داخلی یمن هستند، اگرچه ایران به‌طور مستقیم درگیر این جنگ‌ها است در حالی که الجزایر خواستار میانجیگری و آتش‌بس کامل است. الجزایر یکی از معدود کشورهای عربی است که مایل به همکاری با ایران است.
الجزایر یک رابطه فرهنگی قوی با ایران حفظ می‌کند، میراثی که اطمینان از بی‌طرفی آن است. روابط اقتصادی بین دو ملت نیز گران و مثبت در حال رشد است و زمینه را برای روابط عمیق‌تر بین دو ملت فراهم می‌کند.

## روابط اقتصادی
دو شرکت خودروسازی ایرانخودرو و سایپا خط تولید خودرو در این کشور راه اندازی کرده اند.

## همچنین ببینید
- فهرست نمایندگی‌های دیپلماتیک در الجزایر